# بيتي غود
بيتي غود (بالإنجليزية: Beattie Goad)‏ هي لاعبة كرة قدم أسترالية، ولدت في 31 مايو 1997 في أستراليا. لعبت مع Melbourne Victory FC (W-League) ‏.